# Encina la Terrona

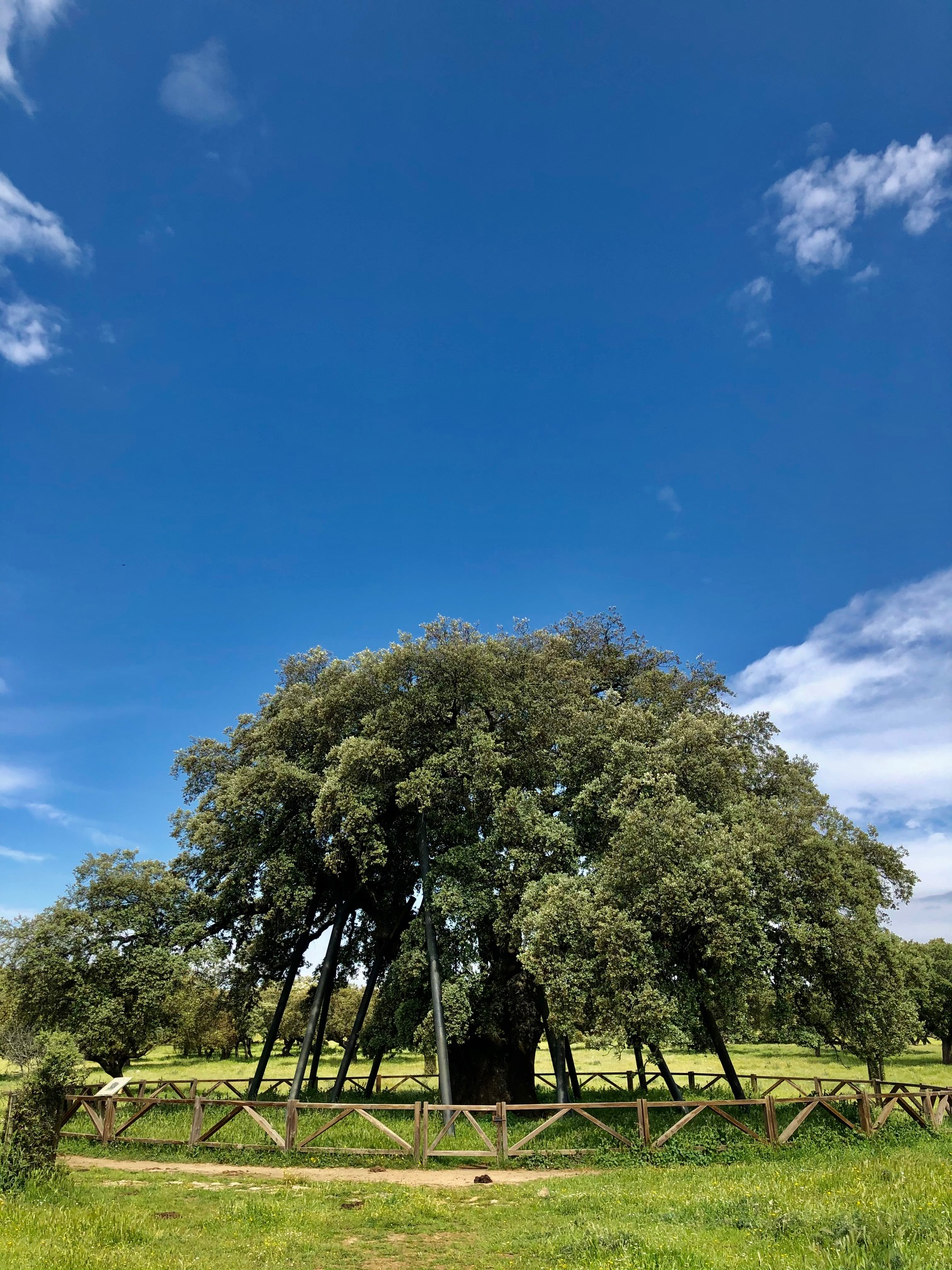
La encina la Terrona en 2021.

La encina la Terrona es un árbol singular de Extremadura, de la especie Quercus ilex que se encuentra en el término municipal de Zarza de Montánchez,  provincia de Cáceres (España). Está considerada la encina más grande de la península ibérica y posiblemente de Europa. Se puede acceder a ella fácilmente.

## Características
Se cree que tiene 800 años, destaca por la belleza de su estructura y por su prodigiosa biometría. Su altura es de 16,50 metros; la copa, ancha y muy irregular, presenta un diámetro máximo de 28 metros y el perímetro del tronco es de 7,80 metros a 1,30 de altura. El porte del árbol presenta un tronco grueso de 2 metros que se abre en tres cimales que forman una copa baja, ancha e irregular, resultado de las podas acometidas durante siglos para su explotación económica.
En la unión de los cimales se formó una pudrición que ha originado una cavidad, que unida al tronco hueco condiciona el futuro estructural del árbol. En noviembre de 1997, se produjo el desgaje de una gran rama a consecuencia de una tormenta, que ha dejado el árbol bastante debilitado.

## Denominación
En la comarca de Montánchez se ha denominado desde antiguo con el término «terrona» a las encinas cuyo tamaño supera la media. A este respecto, es de
destacar la abundancia de casos de «gigantismo» en las encinas de esta comarca, así junto a la Terrona y a la Nieta, se encuentran cercanas la notable Encina de Sebastián, en la localidad de Valdefuentes y también la hoy desaparecida la Encina Gobernadora, que según cuentan en Zarza de Montánchez, superaba a la Terrona en tamaño.

## Localización
Esta encina se encuentra situada en la finca La Dehesa, en el paraje conocido como Cordel de la Cumbre del término municipal de Zarza de Montánchez, próxima al antiguo camino de La Cumbre, al norte de la sierra de Montánchez.